# Triflorensia australis
Triflorensia australis är en måreväxtart som först beskrevs av George Bentham, och fick sitt nu gällande namn av Sally T. Reynolds. Triflorensia australis ingår i släktet Triflorensia och familjen måreväxter. Inga underarter finns listade i Catalogue of Life.